# Vrhovni orden Krista
Vrhovni orden Krista (Vrhovni orden križa). Jedan od petorih papinskih ordena.
 Hijerarhijski je najviši, ispred Ordena zlatne ostruge, Ordena bl. Pija IX., Ordena sv. Grgura Velikog i Ordena sv. Silvestra. Ustanovljen je 1319. godine. Danas ga Vatikan vrlo rijetko dodjeljuje a nakon odredabâ iz 1966. godine, smije se njime odlikovati samo katoličke šefove državâ.